# Langdon Park (DLR)
Langdon Park (en anglais : Langdon Park DLR Station), est une station de la ligne de métro léger automatique Docklands Light Railway (DLR), en zone 2 Travelcard. Elle  est située sur la Bright Street à Poplar dans le borough londonien de Tower Hamlets sur le territoire du Grand Londres.

## Situation sur le réseau

Plan de la ligne du métro léger DLR.

Située en surface, Langdon Park (DLR) est une station de la branche nord du Docklands Light Railway, située entre les stations : Devons Road, en direction du terminus nord Stratford, et All Saints, en direction de la station de bifurcationPoplar (DLR),. Elle est en zone 2 Travelcard.
La plateforme de passage dispose de deux quais latéraux encadrant les deux voies de la ligne.

## Histoire
Lors de la mise en service le 31 août 1987, par le Docklands Light Railway, de la section de Stratford à Island Gardens, l'emplacement de la station, alors dénommée Carmen Street est réservé et protégé pour une construction ultérieure.
La nouvelle station, dénommée Langdon Park, est mise en service le 9 décembre 2007 entre les stations existantes Devons Road et All Saints. Elle comble le plus long espace sans station de la ligne, elle dessert deux lotissements, Teviot et Lansbury, et l'école secondaire de Langdon Park. Lors de la cérémonie d'ouverture, Ken Livingstone, le maire de Londres, a annoncé que ce chantier débuté au mois d'avril et d'un coût de 10,5 millions de livres sterling a été programmé pour une fréquentation quotidienne estimée à 5 000 utilisateurs.
En 2016, la fréquentation de la station est de 3,910 millions d'utilisateurs.

## Services aux voyageurs

### Accès et accueil
Donnant sur la Bright Street, la station est accessible aux personnes à la mobilité réduite.

### Desserte
La station Langdon Park DLR est desservie par les rames des relations : Stratford - Canary Wharf, ou Lewisham aux heures de pointe du lundi au vendredi, et Stratford International - Woolwich Arsenal,.

Installations et desserte
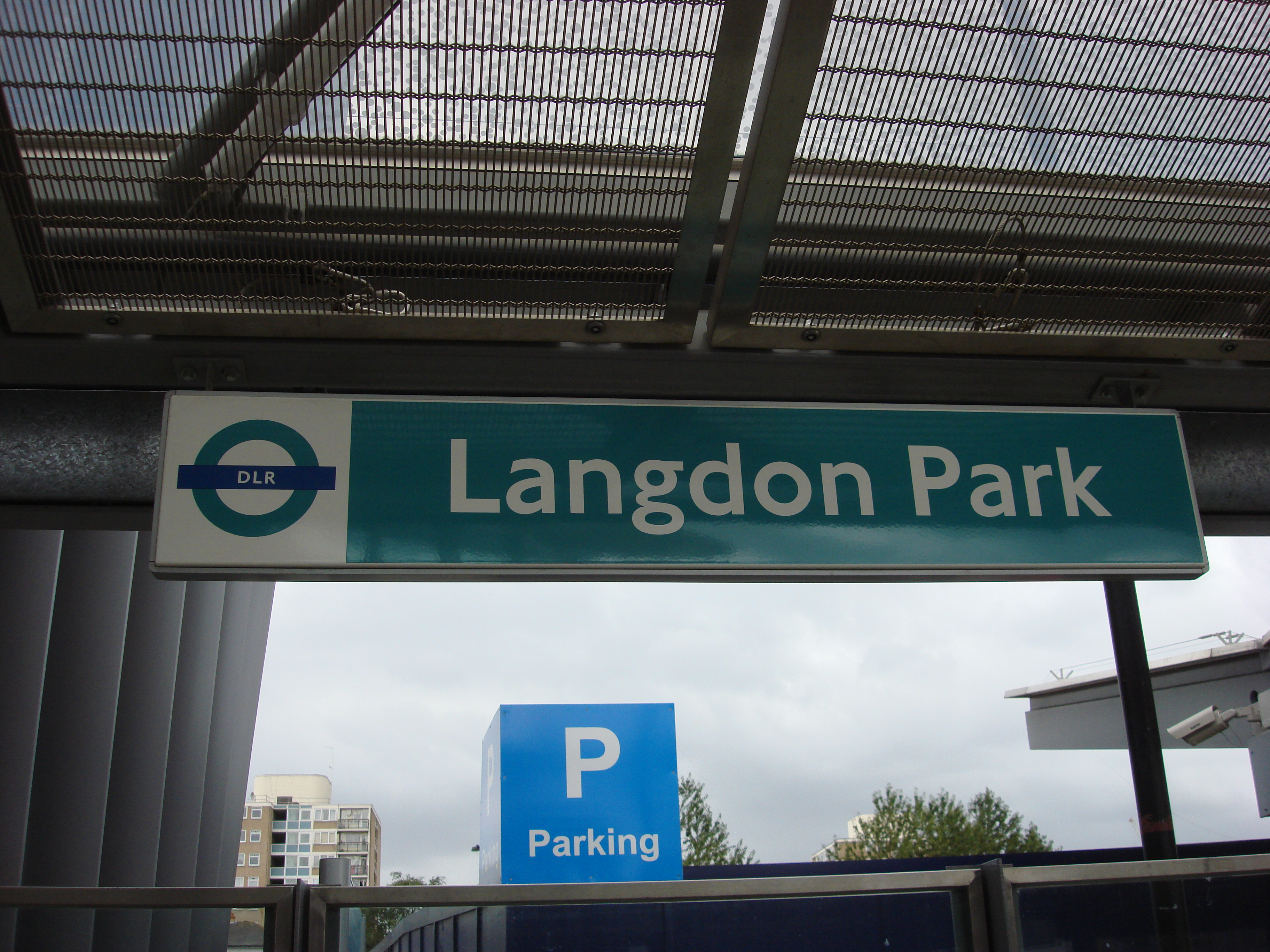
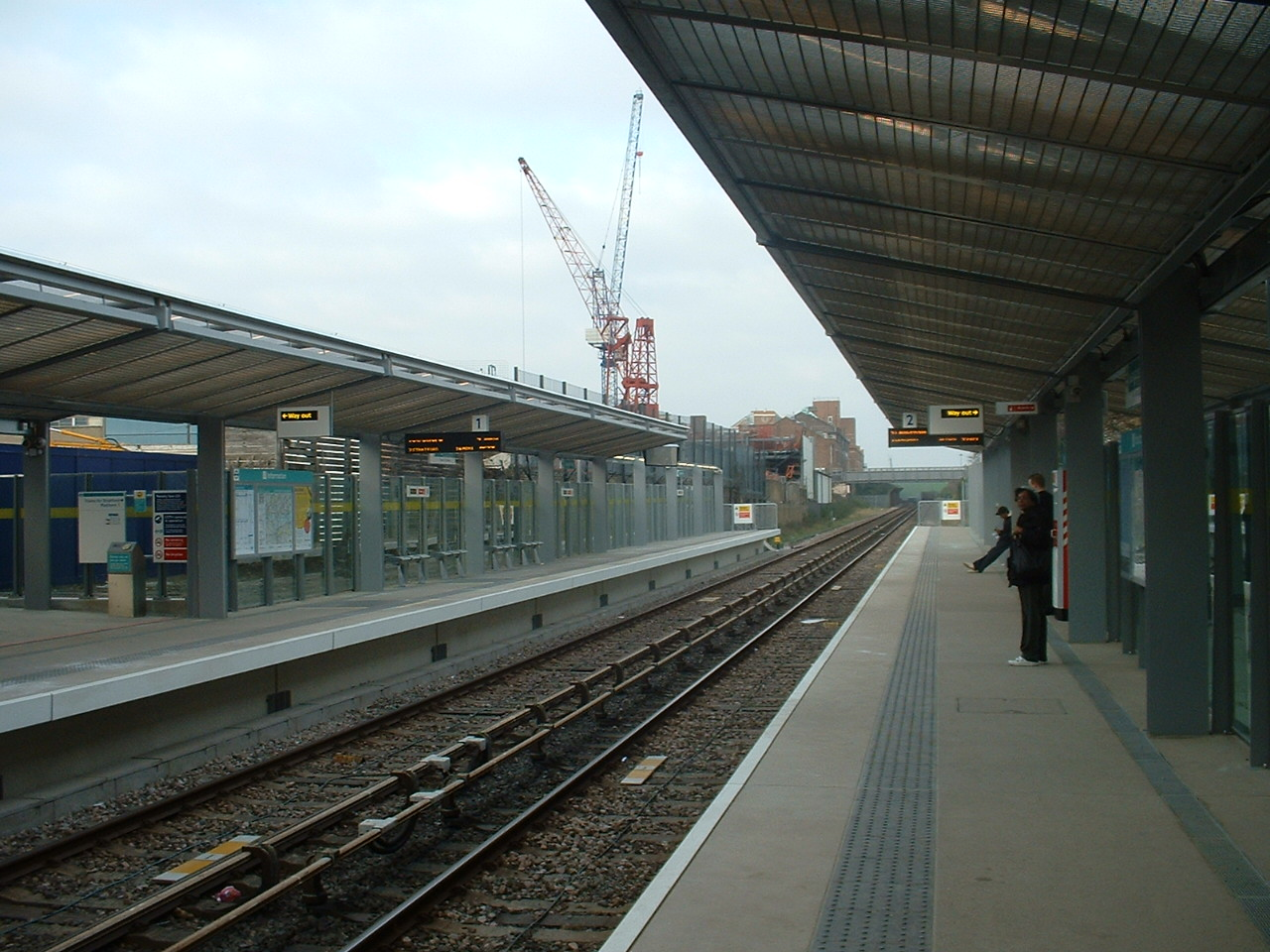
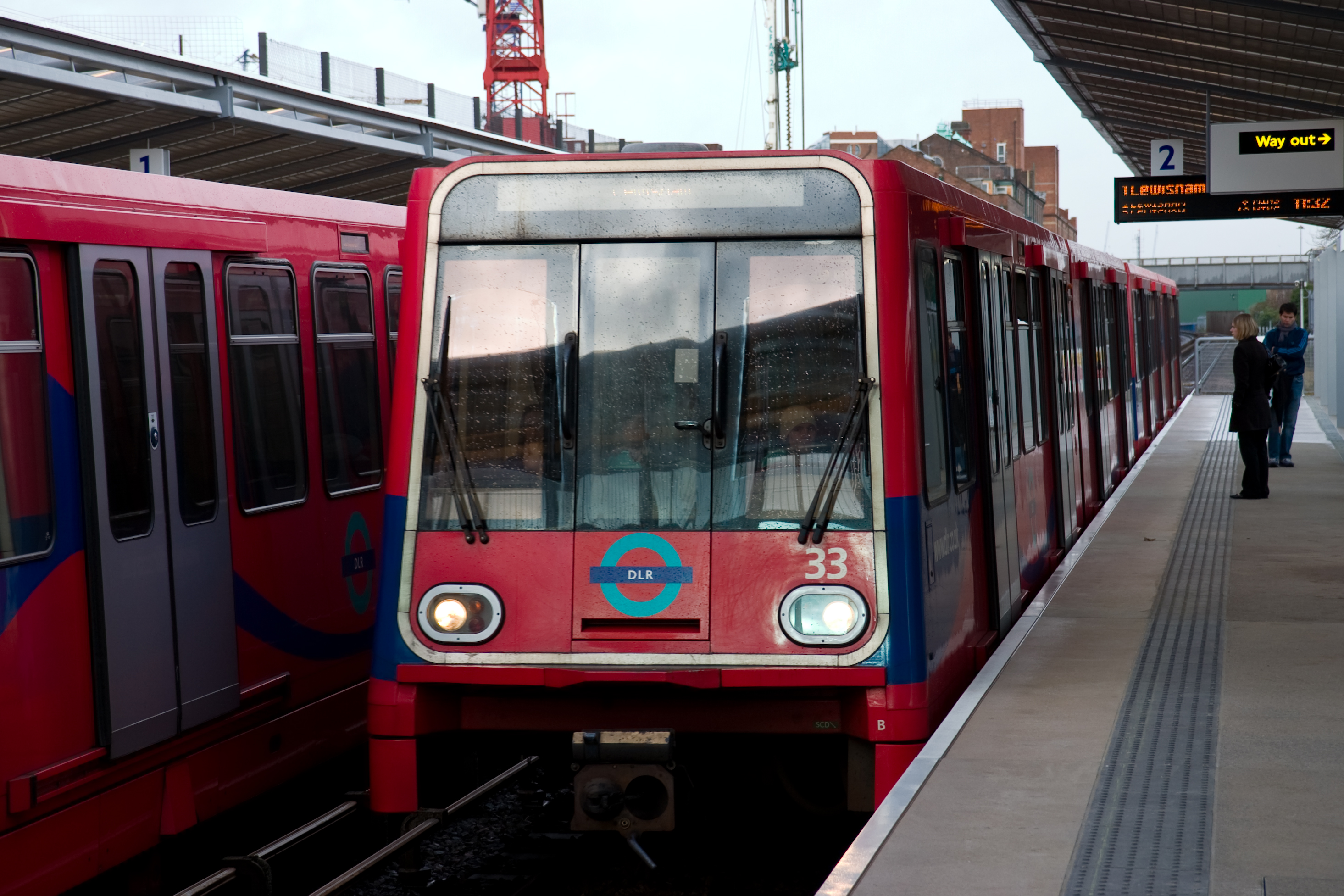

### Intermodalité
La station n'est pas directement desservie par les Autobus de Londres.

## À proximité
- Poplar